# Шот Мелрир
Шот Мелрир или Шот Мелгир (на арабски: شط ملغيغ‎) е голямо безотточно солено езеро, разположено в североизточната част на Алжир и заемащо центъра на обширна безотточна област (депресия). В периода на дъждовете (през зимата) падината се напълва с вода от стичащите се от планините Орес (на север) и Сахарски Атлас (на северозапад) временни реки – Ал Мита, Зрибет, Джеди, Ал Фахама, Ител и др. В древността в него от юг са се вливали водите на на една от най-големите сега в света сухи долини, тази на уада Игаргар. При максимален обем през зимата нивото на водата му е на 26 m под морското равнища, а площта му достига 6700 km², което го прави най-голямото езеро в страната. Размерите му силно варират, като при пълноводие достига 130 km от изток на запад. Цялото езеро се намира под морското равнище и при пресъхването му там се намира най-ниската точка (-40 m) на Алжир. Шот Мелрир редовно пресъхва през лятото и се превръща в равно широко място, покрито със сол и други минерали, известни под името солончаци. Близо до езерото се намират градовете Бискра, Ал Уед и Тугурт.
Шот Мелрир е влажна зона, която от 2003 г. е защитена от Рамсарската конвенция.